# Santa Ana la Real

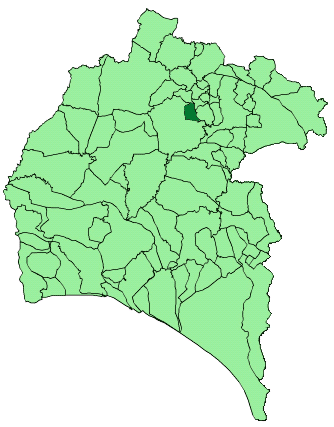
Localização de Santa Ana la Real

Santa Ana la Real é um município da Espanha na província de Huelva, comunidade autónoma da Andaluzia, de área 27 km² com população de 484 habitantes (2007) e densidade populacional de 18,76 hab/km².

## Demografia
| Variação demográfica do município entre 1991 e 2004 | Variação demográfica do município entre 1991 e 2004 | Variação demográfica do município entre 1991 e 2004 | Variação demográfica do município entre 1991 e 2004 |
| --------------------------------------------------- | --------------------------------------------------- | --------------------------------------------------- | --------------------------------------------------- |
| 1991                                                | 1996                                                | 2001                                                | 2004                                                |
| 505                                                 | 495                                                 | 474                                                 | 495                                                 |